# Géo Daly
Géo Daly (Bois-Colombes, 16 april 1923 - Sète, 1 juni 1999) was een Franse jazzvibrafonist en bandleader.
Daly werd in de tweede helft van de jaren veertig bekend door zijn samenwerking met Bill Coleman, Michel de Villers, Bernard Peiffer, Don Byas, Benny Vasseur en Roger Paraboschi. In 1949 speelde hij in het orkest van Hubert Rostaing en trad hij op tijdens het Festival International 1949 de Jazz in Parijs. Begin jaren 50 speelde hij regelmatig in Club Rose Rouge met Michel De Villers, Alix Bret en Bernard Planchenault. Van 1954 tot 1957 werkte hij in Club Saint Germain. In 1954 speelde hij mee op opnames van Guy Lafitte's album  Blue And Sentimental en opnamesessies van Peanuts Holland. In de tweede helft van de jaren 50 en het begin van de jaren 60 trad hij met een eigen band onder andere op in Club des Champs Elysees. Tevens werkte hij in 1957 mee aan de jamsessies die door Hot Club de Paris werden georganiseerd. In 1958 speelde hij in het orkest van Claude Bolling. In 1966/67 maakte hij opnames met Franco Manzecchi, Stéphane Grappelli, Dany Doriz en Bernard Lubat.

## Discografie
- Geo Daly / Grappelli: Baroque Up to Date (196?)